# EXO's Showtime
EXO's Showtime (hangeul : EXO의 쇼타임) est un programme de télé réalité de Corée du Sud mettant en vedette les membres du boys band sud-coréano-chinois EXO, diffusé par la chaîne câble MBC Every 1 du 28 novembre 2013 au 13 février 2014. C'est la première saison de la série de téléréalité sud-coréenne, Showtime.
Le programme permet aux fans de voir la vie quotidienne d'EXO et comment ils agissent en coulisses.

## Contexte
Le 31 octobre 2013, le site officiel de la chaîne MBC Plus a créé une page spéciale pour le groupe EXO. La chaîne a en effet prévue qu'une émission de variétés sortira au mois de novembre, mettant en scène le groupe de la SM Entertainment, nommée « EXO’s Showtime ».
Le site concerné a écrit le message suivant : “Les idoles parfaites de la planète : les 12 garçons qui ont renversé le monde entier. En novembre 2013, pour la première fois, la vraie vie des EXO comme vous ne l’avez jamais vue à la télévision ! Vous êtes curieux à propos des EXO, vous voulez voir les EXO ? La télé-réalité des EXO qui révèle tout !“.

## Participants
- EXO-K : Suho, Baekhyun, Chanyeol, D.O., Kai et Sehun

- EXO-M : Kris, Luhan, Chen, Lay, Tao et Xiumin

## Liste des émissions
| Émission no | Date de diffusion | Résumé |
| ----------- | ----------------- | --- |
| 1           | 28 novembre 2013  | Présentation de leur nouvelle émission et de chacun des membres, discussion sur les looks, les personnalités, etc. On les voit aussi faire diverses activités comme un concours de celui qui mange le plus de poulet ou encore la création de leur nouveau slogan. |
| 2           | 5 décembre 2013   | Kris, Tao, Baekhyun, Chanyeol et Sehun sortent faire du lèche-vitrine et goûtent à différentes sortes d'aliments traditionnels coréens. Xiumin, Lay, Chen et Luhan sortent à vélo et dînent dehors. D.O. sort seul pour regarder un film au cinéma. Suho et Kai vont se promener avec les chiens de ce dernier. |
| 3           | 12 décembre 2013  | Le groupe prévoit une fête surprise pour l'anniversaire de Chanyeol, le poussant à venir avec eux pour faire du shopping avec pour alibi « achat de cadeaux de fin d'année » pour chacun des membres. À la fin de l'épisode, Chanyeol achète un « cadeau de fin d'année » pour Kai, qu'il idolâtre sincèrement. Après que tous les cadeaux aient été ouverts, le groupe célèbre cette fête surprise dans sa propre boutique, "BWCW" (ou "Boy Who Cried Wolf"). |
| 4           | 19 décembre 2013  | Les membres s'échangent des cadeaux les uns avec les autres pour fêter Noël et participent à un match de bras de fer. Le groupe regarde également Miracle in Cell No. 7 pour déterminer qui est le plus émotif parmi les membres. |
| 5           | 26 décembre 2013  | Le groupe se dirige vers la plage et joue à des jeux pour déterminer qui finira dans l'eau. |
| 6           | 2 janvier 2014    | Deuxième partie de leurs vacances à la plage. Une fois rentrés chez eux, Luhan, Chanyeol et Suho sortent pour acheter à manger tandis que d'autres membres restent à la maison et cuisinent. Pour passer le temps, Baekhyun et D.O. s'amuse à interviewer certains membres. |
| 7           | 9 janvier 2014    | Baekhyun et D.O. sont choisis pour être les guides touristiques des quatre membres chinois d'EXO-M pour une visite de Séoul. |
| 8           | 16 janvier 2014   | Au cours du dîner, les membres discutent des objectifs qu'ils prévoient pour la nouvelle année 2014. Par la suite, certains se sont séparés en groupes pour s'engager dans des activités liées à leurs objectifs. Xiumin et Chen prennent une leçon de café; Kai et Sehun apprennent à faire une cérémonie du thé tandis que Chanyeol, Suho, Kris, et Tao exercent et répliquent des mouvements avec un professeur d'arts martiaux. |
| 8           | 23 janvier 2014   | Kai et Sehun effectuent des mouvements de danse; Chanyeol et Lay produisent la chanson de l'émission; Suho, Chen, Baekhyun, Luhan et D.O déterminent qui est le meilleur en ce qui concerne de chanter dans les notes hautes et basses, tout en prenant part à une bataille de rap contre Tao, Kris et Xiumin. Ils se sont également entraînés sur la chorégraphie de "늑대와 미녀 (Wolf)" et "으르렁 (Growl)" pour leur prochaine représentation à Taïwan. Ils se sont également mis au défi de garder le silence et de jouer au "007 Bang" pour voir qui rompra le silence, le perdant devra en guise de gage acheter de la nourriture aux membres. |
| 10          | 30 janvier 2014   | Les membres vont au bowling et explorent ensuite une maison hantée. |
| 11          | 6 février 2014    | Le groupe est séparé et chaque membre est confiné dans sa propre salle de karaoké. Via des messages envoyés sur leurs téléphones, ils reçoivent des défis auxquels ils doivent tous répondre, comme désigner la chanson représentative d'EXO ou deviner ce que D.O. souhaiterait pour son anniversaire. Le but est de tester les compétences de « télépathie » du groupe, l'objectif étant que tous les membres donnent la même réponse. Une fois que tous répondent de la même manière, ils remportent le jeu peuvent être libérés de leurs chambres.                                                                                                |
| 12          | 13 février 2014   | Flashbacks des épisodes précédents et un match "de cuisse". Le groupe fait également part de ses regrets et de ses accomplissements depuis le début de l'émission. |